# Mae Sai (plaats)
Mae Sai is de meest noordelijke plaats van Thailand. Het ligt in het district Mae Sai in de provincie  Chiang Rai en heeft 6.451 inwoners (2005). In de buurt van Mae Sai liggen onder andere de Wat Phra That Doi Wao, de Tham Luang, de Tham Pum en de Tham Pla.
In het noorden grenst Mae Sai aan Myanmar. De plaats wordt met Myanmar gescheiden door de Mae Nam Sai.

## Galerij

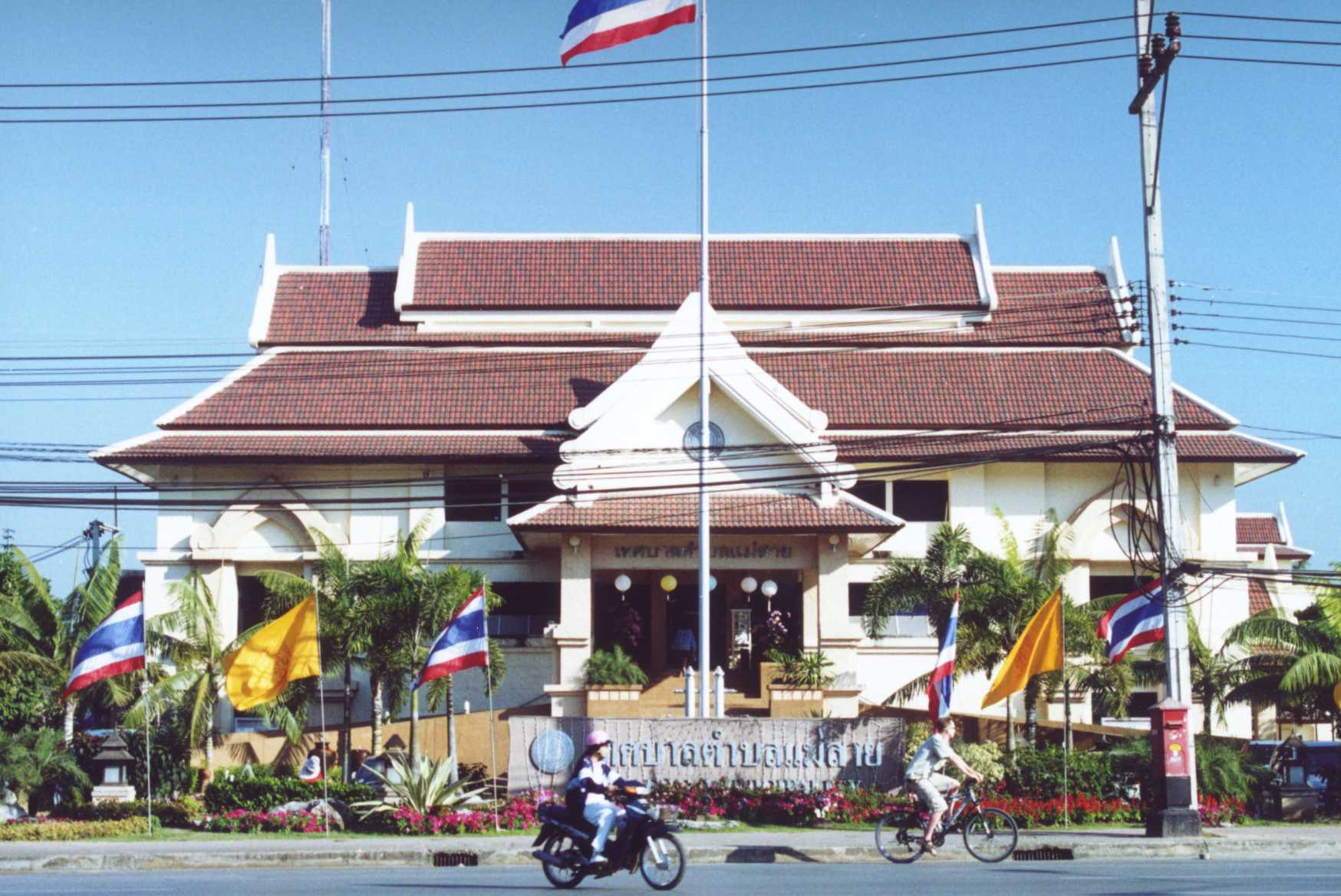
Gemeentehuis
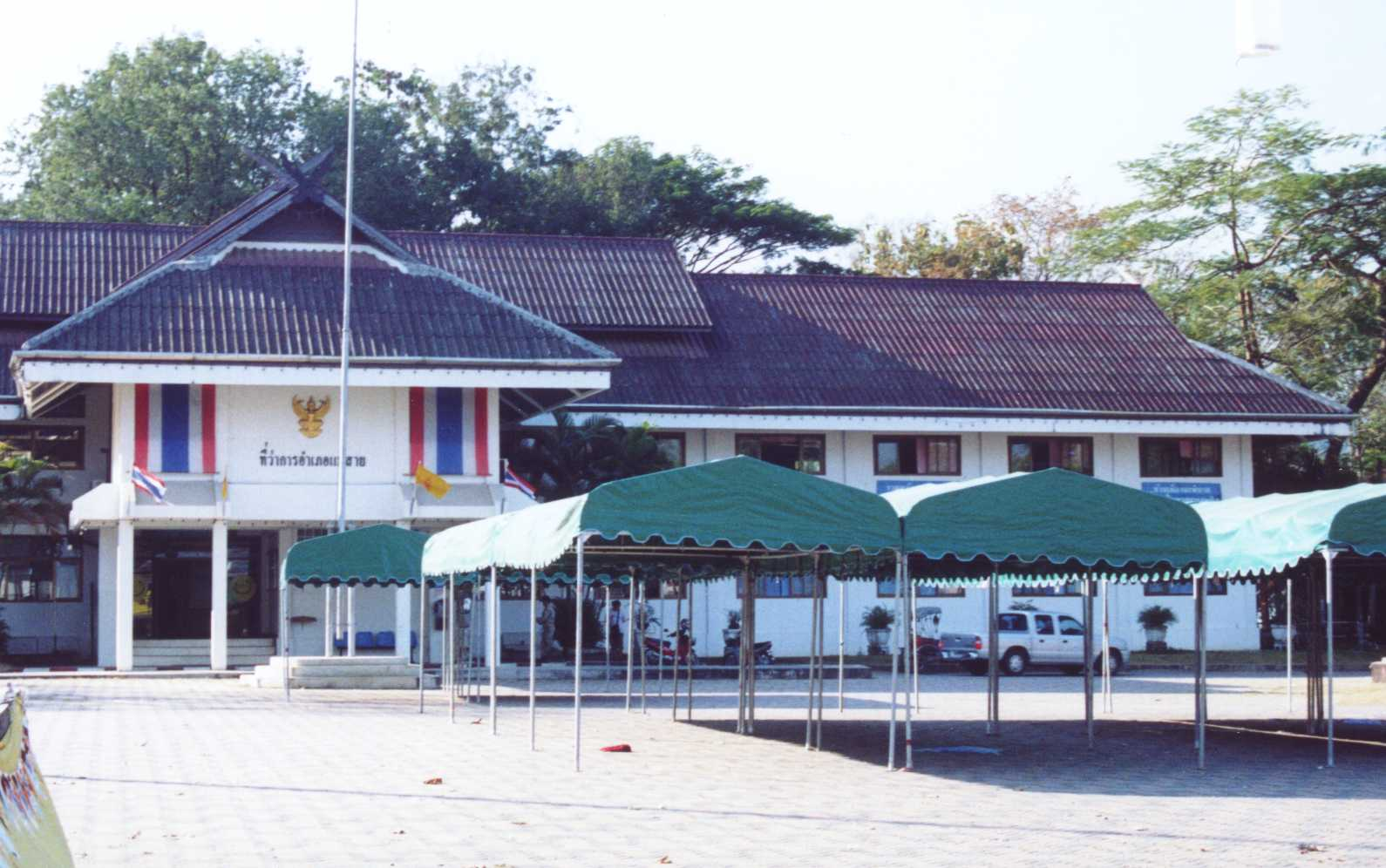
Districtshuis
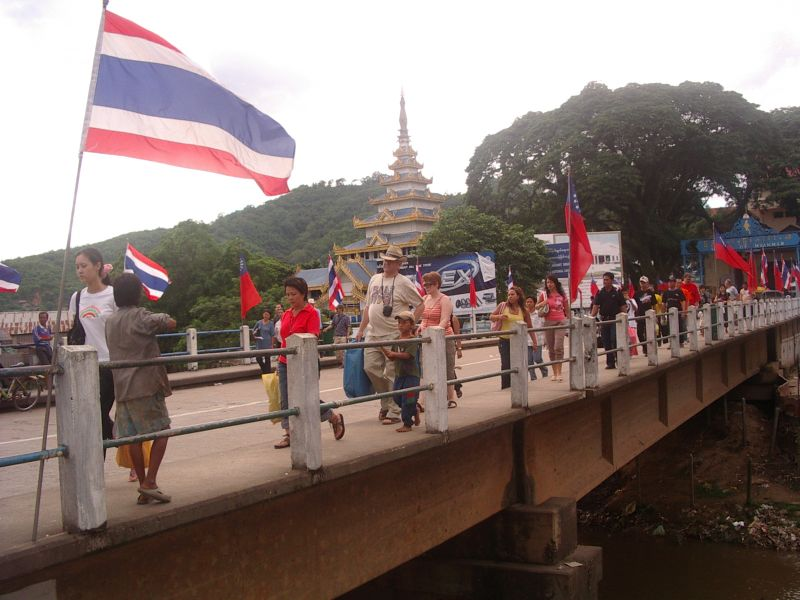
Grensovergang
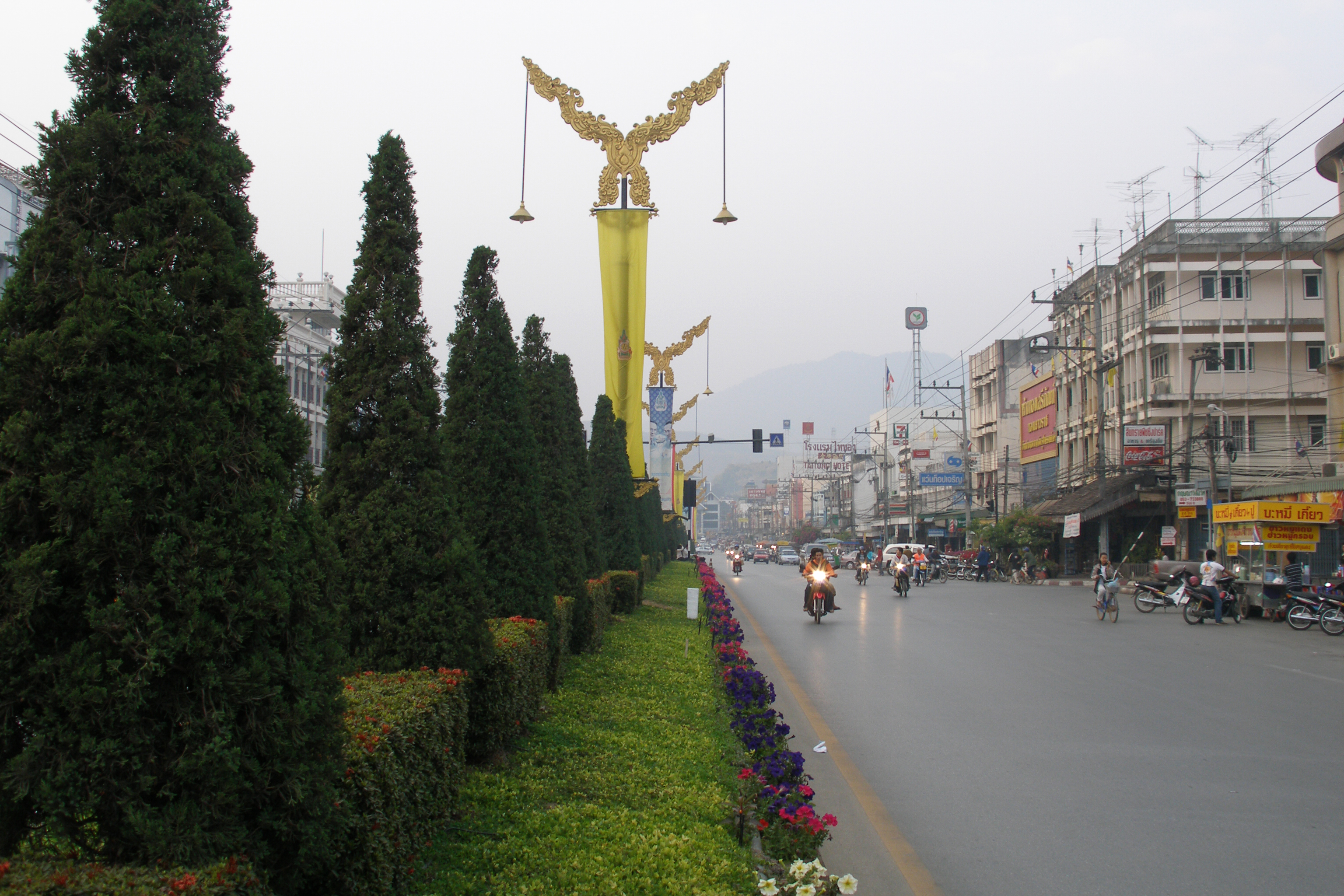